# Эгюранд (кантон, Коррез)
Эгюра́нд (фр. Eygurande) — кантон во Франции, находится в регионе Лимузен, департамент Коррез. Входит в состав округа Юссель.
Код INSEE кантона — 1911. Всего в кантон Эгюранд входят 10 коммун, из них главной коммуной является Эгюранд.

## Коммуны кантона
| Коммуна          | Население, чел. (2007) | Почтовый индекс | Код INSEE |
| ---------------- | ---------------------- | --------------- | --------- |
| Курте            | 65                     | 19340           | 19065     |
| Куффи-сюр-Сарсон | 74                     | 19340           | 19064     |
| Ламазьер-От      | 73                     | 19340           | 19103     |
| Ларош-пре-Фейт   | 79                     | 19340           | 19108     |
| Мерлин           | 818                    | 19340           | 19134     |
| Монетье-Мерлин   | 314                    | 19340           | 19141     |
| Сен-Парду-ле-Нёф | 66                     | 19200           | 19232     |
| Фейт             | 100                    | 19340           | 19083     |
| Эгюранд          | 710                    | 19340           | 19080     |
| Экс              | 380                    | 19200           | 19002     |

## Население
Население кантона на 2007 год составляло 2 679 человек.
| 1962  | 1968  | 1975  | 1982  | 1990  | 1999  | 2006  | 2007  |
| ----- | ----- | ----- | ----- | ----- | ----- | ----- | ----- |
| 3 727 | 3 924 | 3 589 | 3 484 | 3 125 | 2 822 | 2 698 | 2 679 |